# Hollandocentrisme
Het hollandocentrisme is een vraagstuk over de centrale rol die gewest en provincie Holland in het verleden zich toe-eigende en het ongenoegen dat in de andere delen van Nederland daarover gevoeld wordt. Dat ongenoegen betreft dan het feit dat aan de noordelijke, oostelijke en zuidelijke perspectieven op het recente en verre verleden van Nederland relatief weinig aandacht wordt besteed.

## Geschiedenis
De eerste die de term hollandocentrisme gebruikt, lijkt de historicus Johan Huizinga te zijn geweest, die in zijn Verzamelde werken VII (1950) schrijft: Wij komen hier weer op hetgeen ik reeds eerder het hollandocentrisme heb genoemd. Ik wil er nog het volgende van zeggen. De overmacht van Holland is in onze geschiedenis onvermijdelijk, heilzaam, ja reddend geweest. Zonder Holland geen Nederland. Men kan er al de politieke beeldspraak van hart en hoofd of maag en ledematen, waarmee reeds de oude Romein zijn ontevreden stadgenooten op den Heiligen berg bezwoer, op toepassen. In den tijd van onze Republiek hebben de overige provinciën zich in het staatsleven veelal met de rol van heilzaam tegenwicht, in het volksleven met die van aandachtige toeschouwers moeten vergenoegen.

### De Opstand
De oorsprong van het hollandocentrisme ligt in de tijd van de Opstand, toen Holland en Zeeland de kern van het verzet tegen landsheer Filips II vormden. De andere gewesten in de uit dat verzet voortgekomen Republiek dienden vooral voor de strategische defensie van Holland en de productie van voedsel en brandstof. De rijkdom en de macht van de Hollandse steden, alsmede de internationale handel en politiek gaven het gewest een sterke positie die het sindsdien – bewust of onbewust - gecultiveerd heeft.

### Hollandse Waterlinie
De waterlinies moesten Holland sinds 1672 moeten beschermen tegen de vijand. Wanneer tijdens het rampjaar 1672 de Nederlandse republiek van vier kanten bezet dreigt te worden, creëert men een waterlinie tussen de Zuiderzee en de Merwede om de Franse troepen onder Lodewijk XIV tegen te houden. Deze linie loopt van Muiden via Woerden en Goejanverwellesluis tot Gorinchem. Aangezien de linie in 1672 standhoudt, krijgt hij een meer permanent karakter en wordt de naam Hollandse Waterlinie een begrip. Zodanig zelfs dat de Vestingwet van 1874 feitelijk een nieuw soort binnengrens erkent: de grens tussen het Nederlandse kerngebied en de daaromheen liggende provincies. Het kerngebied moet koste wat kost worden verdedigd; de omliggende regio wordt in geval van oorlog snel aan de vijand prijsgegeven.

## Hedendaags hollandocentrisme
Een nieuwe inhoud kreeg het hollandocentrisme naarmate de Randstad volop ruimte kreeg zich te ontwikkelen, terwijl de periferie (de overige provincies) het gevoel had achter te blijven. Dat verwijt manifesteerde zich in specifiek in de aanloop naar de verkiezingen voor Provinciale Staten in 2023. Buiten de Randstad meende een deel van de bevolking dat de regering in Den Haag en de media te weinig aandacht hadden voor hun problemen en nauwelijks verder keken dan de grenzen van het oude Holland. Belangrijke voorbeelden van dit soort problemen zijn de gaswinningsproblematiek in Groningen de stikstofcrisis.
Volgens een opiniestuk van Paul Brood en Martin Berendse is ook in tv-series van de publieke omroep als ‘Het verhaal van Nederland’ het hollandocentrisme nog met enige regelmaat te herkennen, met als meest in oog springend voorbeeld de presentatie van de Hollandse graaf Willem II (1234-1256) als ‘onze eerste koning’.